# Libertine (песня)
«Libertine» (с фр. — «Распутница») — песня французской певицы Милен Фармер, открывающий трек и третий сингл с её дебютного студийного альбома Cendres de lune, выпущенный 1 апреля 1986 года. Песня получила большую известность благодаря музыкальному видео, снятому в виде фильма, содержащего откровенные сексуальные сцены и сцены насилия. Песня имела громкий успех во французском чарте, став, таким образом, первым хитом Фармер. В 2002 году песня была перепета Кейт Райан и достигла тop-20 в ряде европейских стран. В 2018 году песня снова вошла в топ-30 французского национального чарта, расположившись на втором месте.

## Происхождение
По словам соавтора песни Жан-Клода Декеана, «Libertine» была вдохновлена его предшествующим треком под названием «L’Amour Tutti Frutti», сочинённым в 1984 году. Он не достиг успеха в то время, но был по достоинству оценен дуэтом Фармер и Бутонны, которые хотели использовать его для своей следующей песни. Когда Фармер делала пробное пение на музыку, она повторяла «Je suis une catin» (с фр. — «Я шлюха») в припеве, который и вдохновил Бутонну на тему песни.
Сингл был выпущен с двумя обложками: первый, в апреле, показывает темноволосую Милен в оранжевом костюме, а второй, в июне, где используется изображение из видеоклипа с рыжей Фармер с пистолетом в руке. Песня, к счастью, стала хитом, так как Polydor, рекорд-лейбл Фармер, могли в любой момент разорвать контракт, подписанный с певицей на два альбома, если бы песня не была успешной. Кроме того, песня стала толчком для того, чтобы альбом Cendres de Lune, имел успех.
В то время различные ремиксы были произведены Бутонной для ночных клубов. Была записана английская версия песни — «Bad Girl», но в отличие от «My Mom Is Wrong», она не была выпущена как сингл.

## Слова и музыка
«Libertine» — одна из немногих песен, чья лирика не была сочинена Фармер. Содержит множество прямых ссылок на сексуальность. Некоторые фразы очень непонятны или кажутся несовместимыми.

## Видеоклип
Производство
Режиссёром видео стал Лоран Бутонна. Съёмки длились пять дней и проходили в Château de Ferrières и Шато де Бру во Франции, с бюджетом, который сейчас составляет около 46 000 евро (76 000 или 300 000 евро, согласно другим источникам). Фармер сказала тогда, что видео имело смехотворную стоимость по сравнению с тем эффектом, который оно произвело. Было представлено 18 июня 1986 года на предварительном просмотре, перед фильмом на Елисейских полях, этот клип был видео с такой продолжительностью (10 минут 53 секунды). «Libertine» считается первым клипом с демонстрацией полной наготы певицы в крупном музыкальным видео.
Создатели «Libertine» вдохновлялись фильмом Стэнли Кубрика «Барри Линдон». Большинство актёров на самом деле были сотрудниками Polydor и Movie Box. Софи Телье, которая играет Женщину в красном, была одним из танцоров Фармер, а также появилась и в других видео певицы. Впоследствии она сыграла противницу Фармер в клипе «Tristana». Также, Рэмбо Ковальски, человек, который изнасиловал героиню Милен в видео на песню «Plus grandir», также выступил как человек, которого она убивает на дуэли.
Сюжет
Действие разворачивается в середине XVIII века во Франции. «Libertine» (Фармер) — молодая женщина, которая одевается в мужскую одежду и проводит своё время в злачных местах. Когда видео начинается, она и человек готовятся вступить в поединок на пистолетах в присутствии Женщины в красном. Libertine убивает человека и убегает на белом коне, в то время Женщина в красном угрожает местью. Позже, в замке, Libertine принимает ванну с двумя другими женщинами, полностью обнажёнными. Затем Libertine снова в мужском платье идёт в банкетный зал наполненный людьми, занимающимися различными развлечениями. Человек посылает Libertine сообщение и следует за ней в комнату наверх, привлекая внимание Женщины в Красном. Мужчина и Libertine занимаются любовью (в этот момент Фармер показана полностью обнаженной). Когда Libertine возвращается, на неё нападает Женщина в красном. Между ними происходит жёсткая борьба, доходящая до крови. Libertine и мужчине удается бежать на коне, но Женщина в красном устраивает засаду с помощью сообщников, которые расстреливают двух героев. Два мёртвых тела показаны крупным планом. Позже они показаны в видео на песню «Pourvu qu’elles soient douces».
Просмотры
Видео было показано на многих телеканалах, но иногда в сокращенном варианте с удалением сцен насилия и секса. Персонаж, который играет Фармер, воплощает «либеральные идеи XVIII века, к границам порока и потере себя», участвуя в «крайносях практики», таких как «садомазохистские отношения» с человеком. Благодаря этому смелому клипу, Милен приобрела звёздный статус во Франции. Музыкальный канал M6, который в то время показывал только музыкальные клипы, транслировал версию без цензуры. В то время Милен объясняла в интервью, что она хоть и была обнаженной в этом видео, но в первый и последний раз. Впрочем, обещания своего не сдержала и в клипе L’Amour n’est rien… разделась догола.
Клип включен в видео альбомы: Les Clips и Music Videos I.

## Оценки критиков
«Libertine» в целом была хорошо принята современными средствами массовой информации. «France Soir» описывает эту песню как «немного музыки, которая приводит в хорошее настроение при пробуждении». Видео много обсуждалось в СМИ и вызвало переполох. Оно было описано как «детонирующий видеоролик», «настоящая жемчужина, как мини-фильм», клип «наиболее полный и самый длинный», «больше мини-фильм, чем видеоролик», «сильнейший видеоклип за год».
Во Франции песня дебютировала на 43 месте в чарте синглов 30 августа 1986 года. Он поднимался выше, каждую неделю и достиг 10 места к 25 октября. Песне удалось остаться в течение двенадцати недель в топ-20 и в течение двадцати недель в чарте. Песня была сертифицирована как серебряный диск в 1986 году SNEP. Таким образом, первый хит Фармер стал очень популярной песней во Франции на протяжении многих лет и входит в десятку синглов-бестселлеров певицы.

## Продвижение и живые выступления
Фармер исполняла песню на многочисленных телевизионных шоу в то время, в период с 20 января 1986 года по 22 января 1987. Исполнив более чем 25 выступлений в различных программах на различных французских и бельгийских каналах (TF1, 2 Antenne, FR3, RTBF Бельгии, Ла-5, RTL TV), «Libertine» является на сегодняшний день песней Фармер, которая была наиболее рекламируема на телевидении. В некоторых спектаклях она тоже пела в режиме воспроизведения, например, «Maman a tort», «Greta», а также иногда в интервью.
Песня была исполнена в концертных турах 1989, 1996 и 2009 годов. Она была также включена в медлей во время Mylenium Tour.